# Patrick Moraz

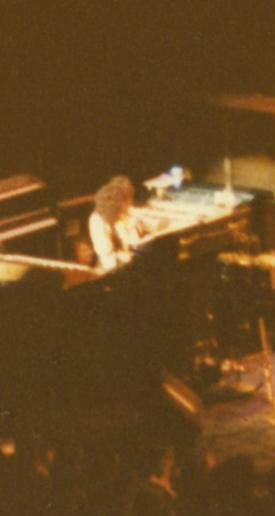
Patrick Moraz în concert cu Moody Blues, 1978

Patrick Philippe Moraz (n. 24 iunie 1948, Morges⁠(d), cantonul Vaud, Elveția) este un claviaturist de rock progresiv. Este cel mai cunoscut ca și claviaturist în trupele de rock progresiv Yes din 1974 până în 1976 și The Moody Blues din 1978 până în 1991. A studiat la Conservatorul din Lausanne iar înainte de rock progresiv cânta jazz, fiind foarte apreciat pentru virtuozitatea sa. 